# Eileen Tranmer
Eileen Betsy Tranmer (ur. 5 maja 1910 w Scarborough, zm. 26 września 1983 w Ticehurst) – brytyjska szachistka i klarnecistka, mistrzyni międzynarodowa od 1950 roku.

## Kariera szachowa
Na początku lat 50. osiągnęła sukcesy klasyfikujące ją w pierwszej szóstce na świecie: na przełomie 1949 i 1950 r. zajęła w Moskwie VI miejsce w turnieju o mistrzostwo świata, natomiast dwa lata później (również w Moskwie) wystąpiła w turnieju pretendentek, który ukończyła na V miejscu.
Czterokrotnie (w latach: 1947, 1949, 1953, 1961) zdobyła tytuł mistrzyni Wielkiej Brytanii. W roku 1957 wystąpiła na II szachownicy drużyny angielskiej podczas pierwszej kobiecej olimpiady w Emmen.

## Dokonania muzyczne
Poza uczestnictwem w turniejach szachowych, zajmowała się również grą na klarnecie, m.in. w marcu 1940 r. koncertowała ze Scottish Orchestra, a od 1950 r. należała (wraz z inną brytyjską klarnecistką, Theą King) do Sadler's Wells Orchestra.